# Erik Holmberg (astronom)
Erik Bertil Holmberg, född 13 november 1908 i Tofteryds socken, Jönköpings län, död 1 februari 2000 i Sävedalen, var en svensk astronom.

## Biografi
Holmberg var doktorand hos Knut Lundmark och disputerade 1937 vid Lunds universitet på en avhandling om galaxer och galaxhopar. Han föreslog det galaxrelaterade fotometriska mått som senare döptes till Holmbergradien.
Holmberg var professor i astronomi och chef för observatoriet vid Uppsala universitet åren 1959–1975, och han invaldes i Vetenskapsakademien 1959. Han var gästforskare vid främst Mount Wilson-observatoriet i perioder, och ledamot av American Astronomical Society. Holmberg var ledamot av Internationella astronomiska unionen (IAU), och ordförande där för galaxkommissionen 1973–1976. Ordförande i Svenska astronomiska sällskapet 1964–1972.
Han var sedan 1947 gift med professorn i tyska språket Märta Åsdahl Holmberg.
Erik Holmberg har hedrats med namnet på en asteroid, 3573 Holmberg.
Han har även gett namn åt en av de största kända galaxerna, Holmberg 15A, som han upptäckte 1937.